# アリーアクバル・デフホダー

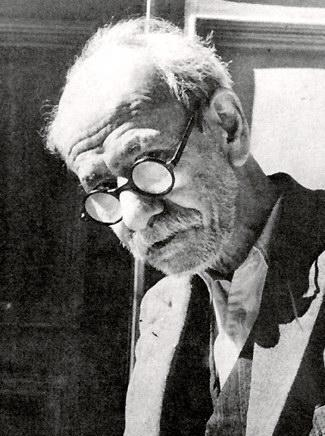
アリーアクバル・デフホダー（1879年-1956年）辞書編纂者、言語学者、風刺作家

アリーアクバル・デフホダー（ペルシア語: علی‌اکبر دهخدا、ペルシア語ラテン翻字: ʿAlī-Akbar Dehḵodā; 1879年頃生 - 1956年没）は、イランの言語学者。デフホダーが45年以上の歳月をかけて亡くなるまで編纂を続けた『デフホダー辞書』は、もっとも浩瀚なペルシア語辞書として知られる。デフホダーはまた、イラン立憲革命期の評論雑誌『エスラーフィールの角笛』（刊行1907年-1909年）にダホウ（Daḵow）のペンネームで風刺記事を執筆した。

## 生涯
ミールザー・アリーアクバル・ガズヴィーニー・デフホダー（ペルシア語: میرزا علی اکبر قزوینی دهخدا, ラテン文字転写: Mīrzā ʿAlī-Akbar Qazvīnī Dehḵodā）は、ガズヴィーン出身の両親のもと、1879年頃にテヘラーンで生まれた。アリーアクバルの父、バーバーハーン・ブン・アーガーハーン・ブン・メフルアリー・ガズヴィーニー（Ḵānbābā b. Āqā Khan b. Mehr-ʿAlī Qazvīnī）は、アリーアクバルが9歳のときに亡くなった。テヘラーンに来る前の父は、ガズヴィーンの地主であった。デフホダーの詩集の略伝によると、デフホダーはゴラームホセイン・ボルージェルディー（Ḡolām-Ḥosayn Borūjerdī）というシャイフの下で伝統的なイスラーム諸学（アラビア語、法学、神学、哲学）を学んだ。また、ハーディー・ナジュマーバーディーというリベラルな考えを持つウラマーに影響を受けたともいう。
1899年に政治科学マドラサが開校すると、デフホダーはその一期生として入学した。数年後に卒業し、バルカン半島担当の大使モアーウェノッドウレ・ガッファーリー・カーシャーニー（Moʿāwen-al-Dawla Ḡaffārī Kāšānī）の秘書としてヨーロッパに赴任した。デフホダーは主にオーストリアで仕事をし、1903年にイランに戻った。1906年にデフホダーは、ホラーサーン地方と首都テヘラーンを結ぶ高速道路の敷設を計画し、顧問のフランス人技術者たちとの意思疎通にフランス語通訳を必要としていたモハンマドホセイン・アミーノッザルブと契約を結び、彼のために通訳として働いた。
1905年ごろから1911年ごろまで続いた立憲革命期には多くの言論雑誌やパンフレットが出版された。そのうちの一誌、『エスラーフィールの角笛』（Ṣūr-e Esrāfīl）は、改革派のジャハーンギールハーン・シーラーズィーとガーセムハーン・タブリーズィーにより、1907年から1909年にかけてテヘラーンで発行され、強い影響力を持つことに成功した評論雑誌とされる。1906年にジャハーンギールとガーセムは、編集助手兼執筆者としてデフホダーを月給40トマーンで雇った。
モハンマド・アリー・シャーが国会を解散し、デフホダーを含むリベラル派をヨーロッパへ追放した。デフホダーはヨーロッパで論説や記事の編集発行を続けた。1911年にモハンマド・アリー・シャーが退位すると、デフホダーは新しいマジュレスの一員として祖国イランに戻った。デフホダーはシャフレ・レイのエブネ・バーブーイェ墓地に埋葬されている。
マヌーチェヘル・サーダ・ヌーリーは "First Iranian Scholar who authored the Most Extensive & Comprehensive Farsi Dictionary" という記事の中で、アリーアクバル・デフホダーの文筆関連の仕事は『スーレ・エスラーフィール』紙が原点にあることを指摘する。デフホダーは同紙において「チャランポラン」 (in Persian: Charand Parand) と題したナンセンス政治風刺コラムを手掛け、ダホウ Dakho というペンネームで署名した。ヌーリーによると、ダホウは「村長」(in Persian: Dehkhoda or Kadkhoda) を意味するのみならず、野蛮人 (in Persian: Saadeh Lowh) という意味合いもあるという。

## 著作

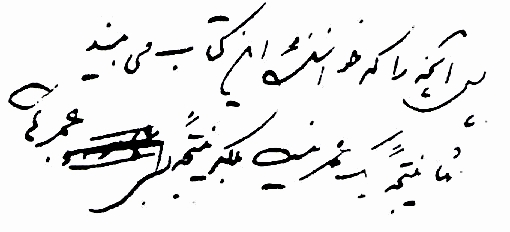
デフホダーの書付：「この辞書の読者は、この辞書に一人の人間が生涯をかけた努力の結晶を見るのではなく、多数の人間が生涯をかけた努力の結晶を見る」

デフホダーは、モンテスキューの『法の精神』 De l'esprit des lois をペルシア語に翻訳した。また、『諺と箴言 Amsal o Hekam 』という4巻本を執筆した。フランス語－ペルシア語辞書も執筆した。そのほかにも多数の著作があるが、もっとも重要な著作は、 Loghat-nameh-ye Dehkhoda （通称デフホダー辞書：日本では単に「デフホダー」とも）である。『デフホダー』辞書は、過去に出版された中で最大のペルシア語辞書であり、15巻本である。アリーアクバル・デフホダー自身は辞書の完成を見ることなく世を去ったが、モハンマド・モイーンが遺志を継いで完成させた。完成時には、デフホダーによる最初の企画から40年の歳月が経過していた。